# Gottlob Krause
Pour les articles homonymes, voir Krause.
Gottlob Adolf Krause, né le 5 janvier 1850 à Ockrilla, en royaume de Saxe, et mort le 19 février 1938 à Zurich, en Suisse, est un africaniste et linguiste allemand. 

## Biographie
Krause a fait des recherches sur les langues d'Afrique centrale et occidentale, et est crédité de l'étiquetage des langues Kwa.

## Publications
- Ein Beitrag zur Kenntniss der fulischen Sprache in Afrika, Leipzig, 1884.
- Proben der Sprache von Ghat in der Sahara, Leipzig, 1884.
- Die Musuksprache in Centralafrika, Wien, 1886.